# Śląski Klub Fantastyki

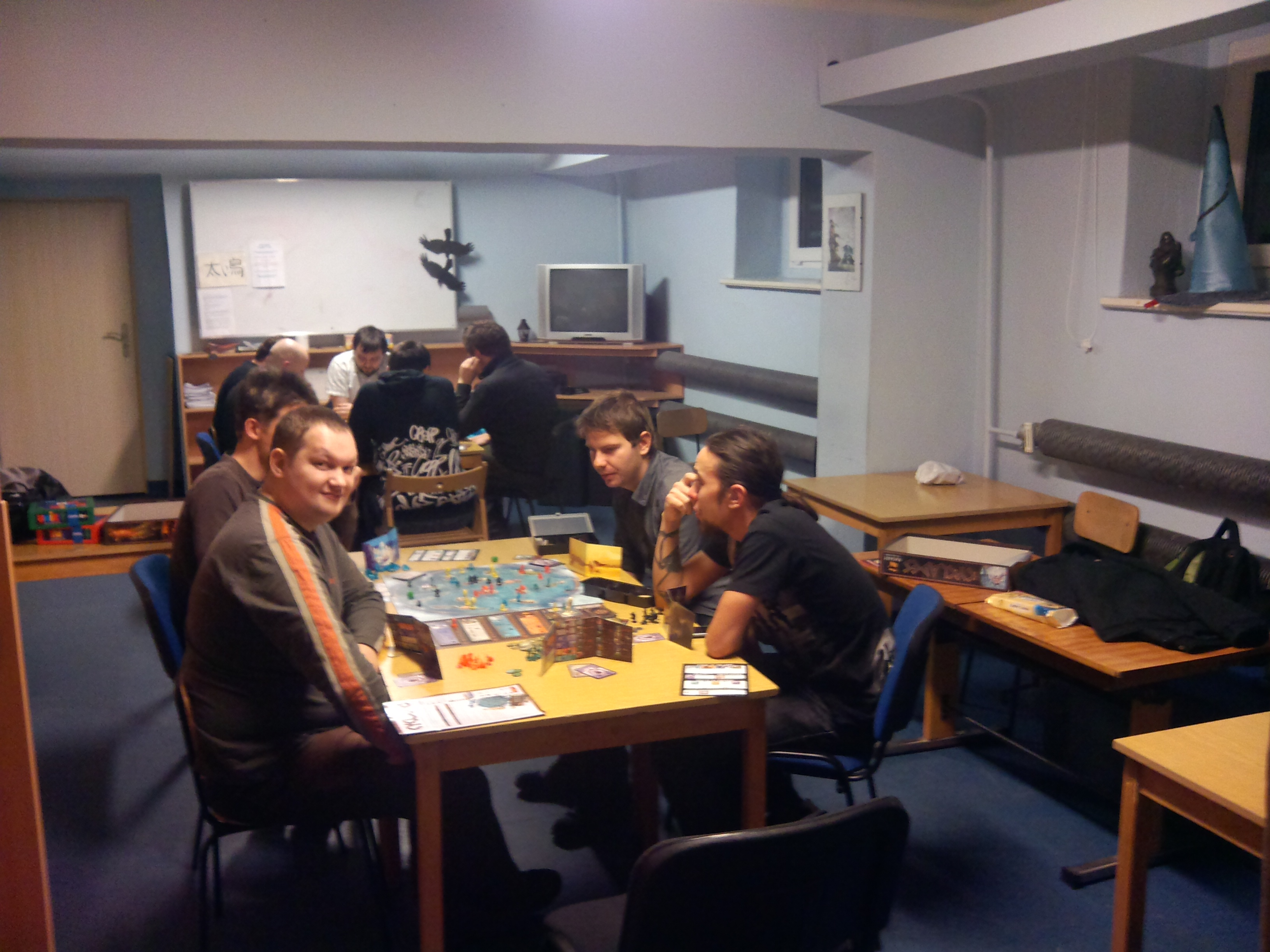
Śląski Klub Fantastyki – wieczorek planszówkowy

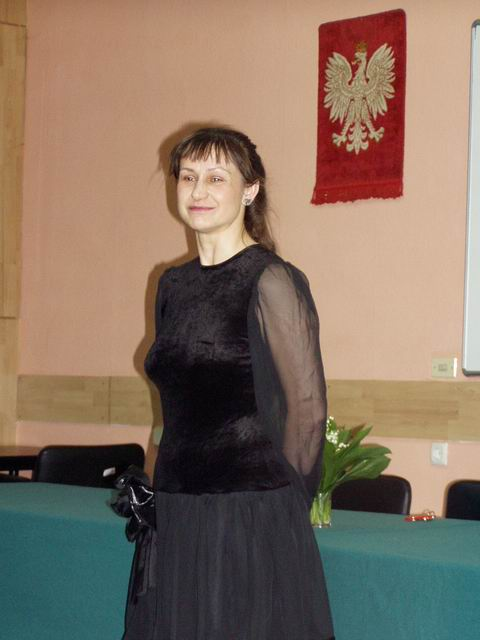
Elżbieta Gepfert, wieloletnia prezes Śląskiego Klubu Fantastyki

Śląski Klub Fantastyki (ŚKF) – jeden z pierwszych klubów fantastyki w Polsce. Część polskiego fandomu fantastyki. Działa nieprzerwanie od 1981 roku, a od 2004 klub jest organizacją pożytku publicznego. Klub przyznaje najstarszą nagrodę w dziedzinie fantastyki – Śląkfę.

## Historia
Jego protoplastą był założony w Bytomiu oddział OKMFiSF Somnambul. Grupa członków tego klubu, na czele z Piotrem Kasprowskim, założyła ŚKF, jako stowarzyszenie społeczno-kulturalne podczas posiedzenia w sali 228 budynku Uniwersytetu Śląskiego w Katowicach przy ul. Bankowej 14. 18 września 1981 roku Klub został wpisany do rejestru w Urzędzie Miasta Katowice. Istotnego wsparcia w procesie rejestracji i później udzielił ówczesny szef Wydziału Kultury Rajmund Hanke, obecnie Członek Honorowy ŚKF. Siedzibą klubu są Katowice.
W latach osiemdziesiątych XX w. ŚKF był organizatorem konwentu Silcon, a od roku 1993 organizuje coroczne Seminaria Literackie. Klub był organizatorem pięciu Polconów – Ogólnopolskiego Konwentu Miłośników Fantastyki – w roku 1986, 1988, 1997, 2001 i 2010. Nieregularnie organizowane są przez klub jednodniowe Spotkania z Fantastyką. Klub przyznaje najstarszą nagrodę w dziedzinie fantastyki – Śląkfę – w kategorii Wydawca, Twórca i Fan Roku. Nagroda, w postaci statuetki (autorstwa artysty plastyka Mariana Knoblocha) i dyplomu, jest przyznawana od 1984 roku.
Według stanu na 2004 klub liczył około 200 członków sympatyków i członków korespondencyjnych; większość z nich działa w sekcji RPG, sekcji tolkienowskiej oraz w sekcji mangowej. Oprócz korespondentów, przeważnie są to osoby zamieszkałe na terenie Górnego Śląska.
W latach 80 XX w. ŚKF wydawał rozprowadzany przez RUCH miesięcznik „Fikcje” oraz fanziny „Gwaihir”, „Little Gwaihir”. Od 1989 roku i nadal wydawany jest biuletyn informacyjny klubu pod nazwą „Miesięcznik”, a także pisma sekcji tolkienowskiej: rocznik „Gwaihir” (z przerwą od 1985 r.), rocznik „Aiglos” (od 2004) i dwumiesięcznik „Simbelmynë” (od 1997). Sekcja RPG wydawała „Nieregularnik”. Klub wydał też kilka numerów „Nieoficjalnego Obiektu Literackiego (NOL)” – dodatku literackiego do biuletynu „Miesięcznik”. Członkowie klubu mogą także skorzystać ze znacznych zasobów bibliotecznych, gromadzonych od momentu powstania klubu.
Członkami klubu są m.in.: pisarze: Anna Kańtoch, Iwona Surmik, Jakub Ćwiek i Michał Cholewa, czy tłumacze: Piotr W. Cholewa (wieloletni wiceprezes), Agnieszka Sylwanowicz, Paulina Braiter-Ziemkiewicz, Tadeusz A. Olszański.
Prezesem klubu od 9 marca 2025 jest Krzysztof Wójcikiewicz.

## Działające sekcje

### Sekcja tolkienowska
Inaczej Parmadili 'Miłośnicy Ksiąg’ (quenya). Jedna z najstarszych i najprężniej działających sekcji klubowych. Przewodniczącym Sekcji (od 1985 roku) jest Andrzej Kowalski (Dziedzic Bucklandu, Bilbo Brandybuck), w latach 1997–2007 koordynatorami Sekcji byli Ryszard Derdziński (Galadhorn) i Tomasz Gubała (Tom Goold), od czerwca 2007 do roku 2023 była to Elżbieta Gepfert (Elirena), a od 2023 funkcję tę pełni Kacper Pochopień. W ramach Sekcji prowadzone są dyskusje dotyczące legendarium Tolkiena oraz wszelkim zjawiskom kulturowym bazującym na jego dziełach. Jej publikacje to trzy fanziny: „Gwaihir”, „Simbelmynë” i „Aiglos”, coroczne kalendarze tolkienowskie oraz inne publikacje. Oficjalną stroną internetową sekcji jest „Niezapominka”. Z inicjatywy członków powstało kilka internetowych forów tolkienowskich w tym Forum dyskusyjne „Elendili” przy Sekcji Tolkienowskiej ŚKF oraz miłośników twórczości J.R.R. Tolkiena.
„Gwaihir” to najstarsze pismo Sekcji, ukazuje się nieregularnie od 1985 roku. W latach 1985–2004 ukazało się 8 numerów pisma. W latach 1999–2008 redakcją „Gwaihira” zajmowali się Ryszard Derdziński i Tomasz Gubała. W maju 2008 nowym redaktorem naczelnym został Jan Oko (Galhen). Dziewiąty numer magazynu ukazał się w sierpniu 2008.
„Simbelmynë” (staroangielskie wieczna pamięć – nazwa kwiatu simbelmynë w mitologii Śródziemia) ukazuje się od 1997 roku. Powstał w wyniku połączenia fanzinów Tomasza Gubały – „Galathilion” i Ryszarda Derdzińskiego – „Nyellinkë Eldarin”. Do stycznia 2011 roku ukazało się 29 numerów magazynu.
„Aiglos” (sin. Śnieżne Ostrze – nazwa włóczni z mitologii Śródziemia) ukazuje się regularnie, początkowo jako półrocznik, następnie jako rocznik, od przełomu lat 2003/2004. Od samego początku redaktorem naczelnym jest Anna Śliwińska-Adamczyk (Nifrodel). Do sierpnia 2012 ukazało się 17 regularnych numerów czasopisma i dwa numery specjalne, przygotowane na rocznicowy konwent tolkienowski w Birmingham w 2005 roku i konwent w Loughborough w 2012 r.

### Sekcja RPG
Sekcja RPG ŚKF powstała na początku lat 90 XX w. Początkowo było to kilka osób grających w Warhammera i Kryształy Czasu. Jednakże szybko rozrosła się do kilkudziesięciu osób. Od początku jej istnienia do kwietnia 2006 r. przewodniczącym sekcji był Marcin Pawełczyk. Wraz z nim dziewięć osób w sekcji pełniło funkcję Nazguli, czyli osób posiadających klucze do siedziby klubu i dbających o jego porządek w czasie sesji RPG, a także prowadzących specjalne sesje dla nowych członków sekcji. Nazwa funkcji pochodzi od słowa Nazgul określającego mroczne postacie w powieści Tolkiena. W marcu 2006 roku struktura sekcji podana została modernizacji. Zrezygnowano z funkcji Nazgula. Obecnie sekcji przewodniczy Justyna 'Lorelai' Sodo, a 5 innych osób pełni funkcje pomocnicze.
Jednym z ciekawszych zwyczajów było prowadzenie „Zeszytu Nazguli”, w którym zapisywano informacje na temat działania sekcji na terenie Klubu.
Przez krótki czas sekcja wydawała zin „Nieregularnik” poświęcony tematyce gier fabularnych. Od lat 90 XX w. corocznie (z małymi przerwami) jeden z Nazguli urządzał konwent dla członków sekcji i osób zaprzyjaźnionych. W zależności od miejsca organizacji konwenty te miały różne nazwy: Bor'o'Nów i Impreza zwana Siewierzem.
Członkowie sekcji są także autorami systemów autorskich, m.in. Bargla i Ziem Podzielonych.
Od kilku lat Sekcja prowadzi kameralną imprezę pod nazwą Krew Bohaterów, czyli jednodniowe imprezy opierające się na odgrywaniu sesji, prowadzeniu konkursów i prelekcji związanych z RPG.
Kilka razy do roku organizowane są również spotkania integracyjne Sekcji.

### Sekcja mangi i anime (Sekcja 9)
Sekcja mangi i anime powstała w roku 1998 i jest bardzo liczna. Od początku istnienia aż do 2007 r. przez sekcję organizowany był konwent Asucon gromadzący corocznie kilkaset osób.
Jej nazwa została zaczerpnięta z mangi Ghost in the Shell, gdzie Sekcja 9 jest tajną organizacją, w której działa główna bohaterka.

### Sekcja tańcaLorien
Sekcja ta powstała w roku 2003. Pretekstem do jej powstania była prapremiera ekranizacji drugiej części Władcy Pierścieni Tolkiena. Od momentu powstania członkowie sekcji uczą się tańców dawnych, tańców celtyckich i irlandzkich. Opiekunem sekcji do początku 2007 roku była Marzena 'Alienor' Podkowińska a obecnie funkcję tę sprawuje Magdalena Grela.

### Grupa teatralnaSłudzy Metatrona
Powstała w roku 2004 z inicjatywy Jakuba Ćwieka. Wystawiła dotychczas m.in. sztuki Arlekin i walentynki oraz Kaliope w oparciu o twórczość Neila Gaimana.

### Sekcja Larpowa
Sekcja powstała oficjalnie 16.12.2008 roku. Założyli ją członkowie trupy larpowej „SP LARP Team”. Skupia wokół siebie graczy gier fabularnych, którzy przekładają organizację Live action role-playing i dram nad inne formy gier fabularnych. Sekcja stale organizuje spotkania z cyklu Otwarte Warsztaty Larpowe. Impreza ta upowszechnia LARP przez prowadzenie warsztatów gry aktorskiej, treningów integracyjnych, seminariów tematycznych oraz okolicznościowych dram fabularnych. Program spotkań jest przyjazny osobom dopiero poznającym gry fabularne na żywo, jak i osób doświadczonym.

### Sekcja literackaLogrus
Sekcja powstała na przełomie lat 1999/2000, jednak po pewnym czasie, wskutek słabego zaangażowania członków, zawiesiła działalność. Z inicjatywy Anny Kańtoch oraz Małgorzaty Pudlik wznowiła działanie w 2005 roku. Jej działalność to m.in. comiesięczne spotykania poświęcone dyskusjom nad tekstami jej członków i współtworzenie Seminarium Literackiego. W przeszłości sekcja literacka Logrus wydawała NOL –  „Nieoficjalny Obiekt Literacki” – magazyn zawierający teksty jej członków. W roku 2010, z okazji Polconu, sekcja wydała antologię Smok urojony – zbiór opowiadań o smokach. Od 2017 sekcja raz do roku wydaje antologię opowiadań w serii Ścieżki wyobraźni. W jej ramach jako pierwszy ukazał się zbiór Zabawa w Boga, kolejne to Skafander i melonik (2018), Rozstaje (2019), Inkszy welt (2020), Sztuka przegrywania (2021) i Niewidoczne (2022). W 2023 roku sekcja literacka Logrus wydała we współpracy z malarzem Grzegorzem Chudym antologię Sprzedawcy Marzeń (antologia nie jest częścią cyklu Ścieżki wyobraźni).

### Sekcja graficzna
Sekcja zajmuje się głównie przygotowywaniem grafik do klubowych publikacji: „NOL”, „Miesięcznika”, oraz oprawą plastyczną klubowych imprez.